# Dance-punk
Dance-punk (též známý jako disco-punk nebo punk-funk) je hudební styl, jenž vznikl začátkem 80. let.
Byl ovlivněný jak punkovými a rockovými kapelami (Liars, Radio 4) tak i tanečními skupinami (Out Hud). Ostatní interpreti jako např. !!! nebo New Young Pony Club se řadí někam mezi obě zmíněné skupiny.
Dance-punk oživil dění v newyorském undergroundu v letech cca 1978–1982. O kapelách Talking Heads, Liquid Liquid, ESG a Blondie lze tvrdit, že se podíleli na vývoji tohoto žánru.